# Laguna Las Truchas
Laguna Las Truchas är en sjö i Chile.   Den ligger i regionen Región del Biobío, i den södra delen av landet, 400 km söder om huvudstaden Santiago de Chile. Laguna Las Truchas ligger 1 271 meter över havet. Arean är 0,24 kvadratkilometer. Den sträcker sig 0,6 kilometer i nord-sydlig riktning, och 0,5 kilometer i öst-västlig riktning.
Trakten runt Laguna Las Truchas består i huvudsak av gräsmarker. Runt Laguna Las Truchas är det mycket glesbefolkat, med 2 invånare per kvadratkilometer.